# Opogona comptella
Opogona comptella är en fjärilsart som beskrevs av Walker 1864. Opogona comptella ingår i släktet Opogona och familjen äkta malar. Inga underarter finns listade i Catalogue of Life.

## Bildgalleri

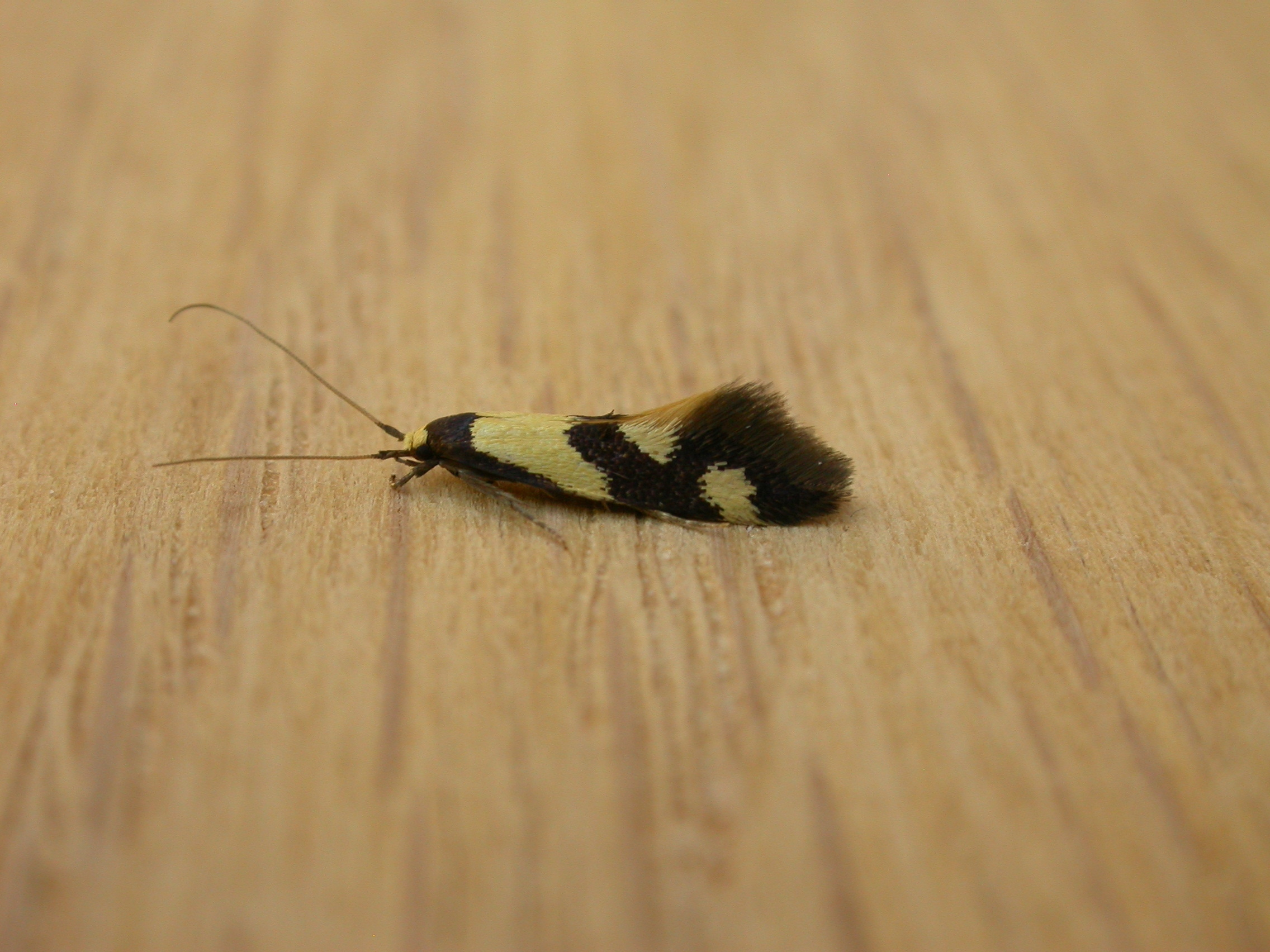